# Lucio Postumio Albino Regillense
Lucio Postumio Albino Regillense (fl. IV secolo a.C.) è stato un politico romano.

## Primo tribunato consolare
Nel 389 a.C. fu eletto tribuno consolare con Lucio Valerio Publicola, Lucio Verginio Tricosto, Aulo Manlio Capitolino, Lucio Emilio Mamercino e Publio Cornelio.
Durante il tribunato i romani, condotti da Marco Furio Camillo, nominato dittatore per la tereza volta, sconfissero i Volsci, che firmarono la resa dopo 70 anni di combattimenti, gli Equi e gli Etruschi, che avevano assediato la città alleata di Sutri.

## Secondo tribunato consolare
Nel 381 a.C. fu eletto tribuno consolare con Marco Furio Camillo, Lucio Lucrezio Tricipitino Flavo, Aulo Postumio Albino Regillense, Lucio Furio Medullino Fuso e Marco Fabio Ambusto.
A Marco Furio Camillo e Lucio Furio fu affidata la guerra contro i Volsci che avevano occupato Satrico, che condusse alla successiva dichiarazione di guerra, contro la città alleata di Tuscolo.